# Boris Yefimovich Nemtsov
Boris Efimovich Nemtsov (tiếng Nga: Борис Ефимович Немцóв; 9 tháng 10 năm 1959 - 27 tháng 2 năm 2015) là một chính trị gia cấp tiến Nga, từng là phó thủ tướng Nga, cùng chủ tịch đảng chính trị RPR-PARNAS, một trong những lãnh tụ phong trào Solidarnost và cũng là một người chỉ trích Vladimir Putin có tiếng nhất.
Nemtsov đã là chủ tịch tỉnh Nizhny Novgorod (1991–97). Sau đó ông làm việc cho chính phủ Nga với chức vụ bộ trưởng bộ Năng lượng (1997), phó thủ tướng Nga và thành viên hội đồng an ninh quốc gia (1997 - 1998). Vào năm 1998 ông sáng lập phong trào thanh niên cấp tiến Nga.

## Thư mục

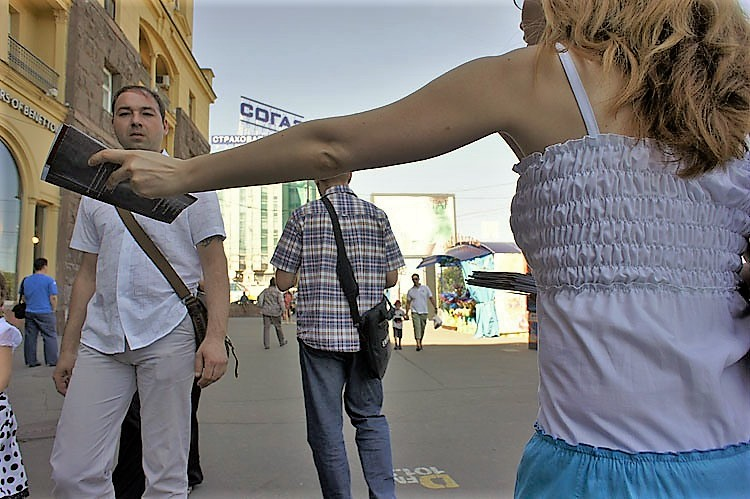
Phân phát bài tường trình Putin. Tham nhũng